# Бекамба
Бекамба (фр. Békamba) — небольшой город и супрефектура в Чаде, расположенный на территории региона Мандуль. Входит в состав департамента Западный Мандуль.

## Географическое положение
Город находится в южной части Чада, к западу от реки Мандуль, на высоте 367 метров над уровнем моря.
Населённый пункт расположен на расстоянии приблизительно 448 километров к юго-востоку от столицы страны Нджамены.

## Население
По данным официальной переписи 2009 года численность населения Бекамбы составляла 28 355 человек (13 812 мужчин и 14 543 женщины). Население супрефектуры по возрастному диапазону распределилось следующим образом: 52,4 % — жители младше 15 лет, 44,8 % — между 15 и 59 годами и 2,8 % — в возрасте 60 лет и старше.

## Транспорт
Ближайший аэропорт расположен в городе Кумра.